# 43 هـ
43 هـ هي سنة في التقويم الهجري امتدت مقابلةً في التقويم الميلادي بين سنتي 663 و664.

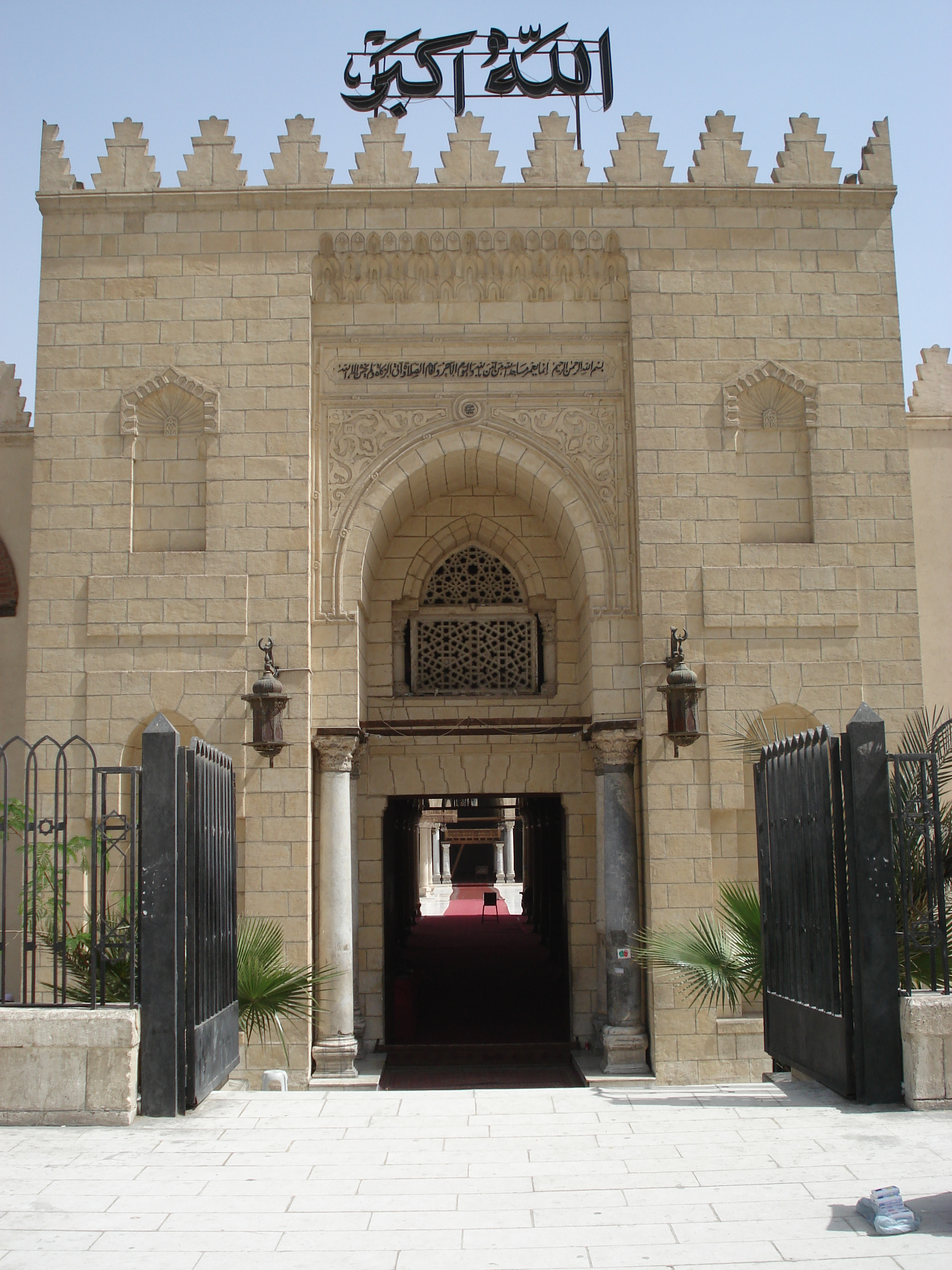
واجهة مسجد عمرو بن العاص بالقاهرة

## وفيات
- عمرو بن العاص
- معقل بن قيس الرياحي
- المستورد بن علفة
- محمد بن مسلمة